# 武耶 (德塞夫勒省)
武耶（法語：Vouillé，法語發音：[vuje]）是法国德塞夫勒省的一个市镇，属于尼奥尔区。

## 地理
武耶（46°18'59"N, 0°21'43"W）面积22.3 平方千米，位于法国新阿基坦大区德塞夫勒省，该省份为法国西部内陆省份，北起曼恩-卢瓦尔省，西接旺代省，南至夏朗德省和滨海夏朗德省，东临维埃纳省。
与武耶接壤的市镇（或旧市镇、城区）包括：艾夫尔、拉克雷什、绍赖、尼奥尔、普拉埃克、艾贡迪涅。

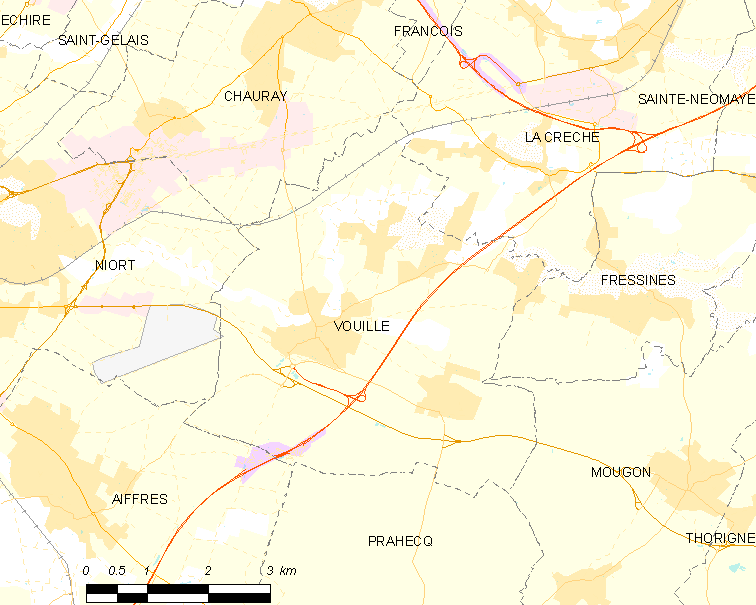
的OSM定位图

武耶的时区为UTC+01:00、UTC+02:00（夏令时）。

## 行政
武耶的邮政编码为79230，INSEE市镇编码为79355。

## 政治
武耶所属的省级选区为尼奥尔平原县。

## 人口

1962-2008年间人口变化图示

武耶于2022年1月1日时的人口数量为3538人。